# ヨーロッパヒラガキ

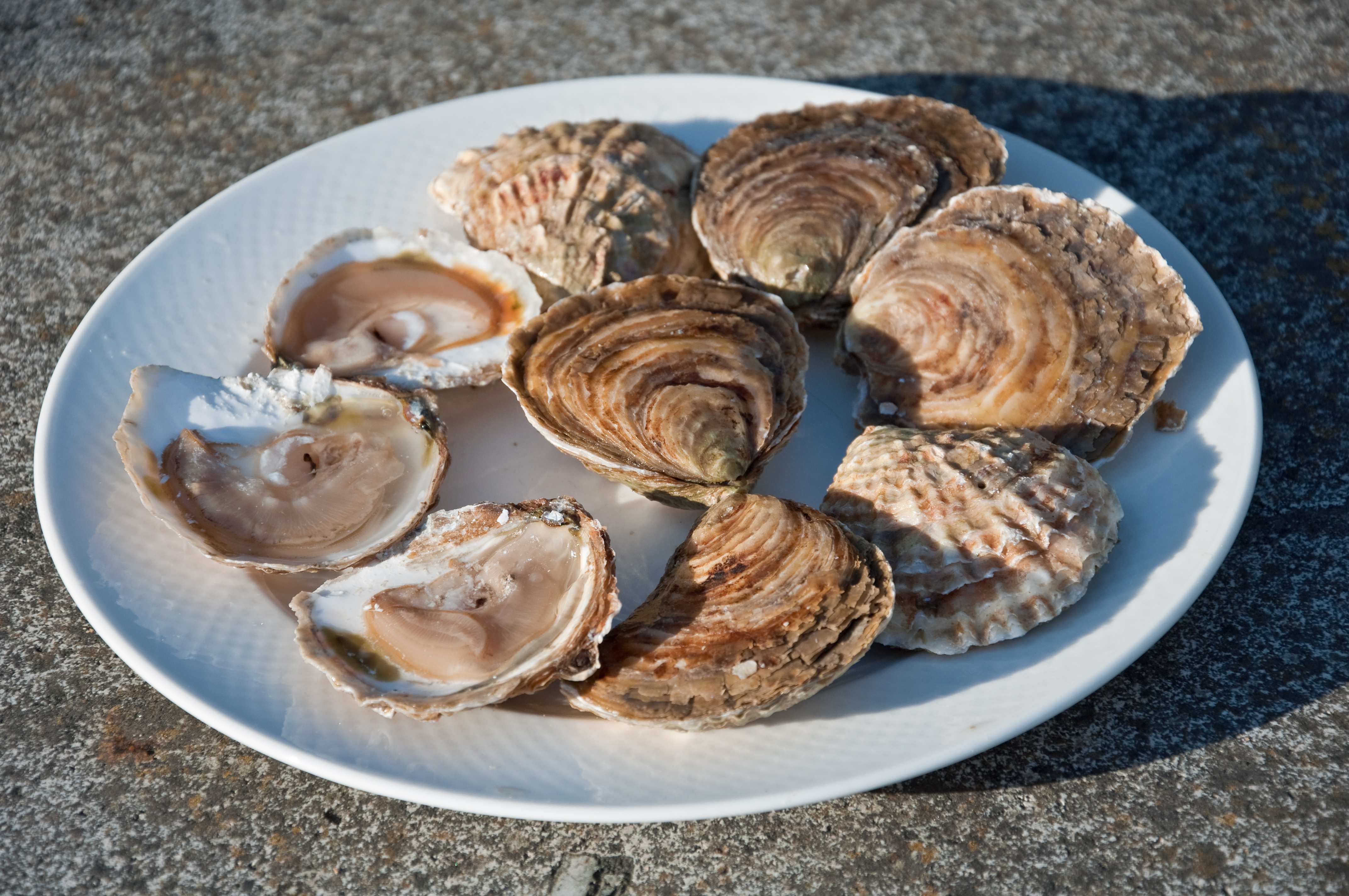
ブルターニュ、カンカル産の"ブロン牡蠣"

ヨーロッパヒラガキ（欧羅巴平牡蠣、学名:Ostrea edulis）は、カキ目イタボガキ科イタボガキ属の二枚貝である。

## 概要
ヨーロッパ原産で名産地の名を取りブロン牡蠣とも呼ばれる。 学名の形容語句のedulisはラテン語の"可食"からきている。 成体は直径約4から11センチメートルになる。その分布域はノルウェー中部からモロッコ、特にブリテン島および地中海沿岸にみられる。養殖については北米でも行われている。近年の伝染病の蔓延により養殖で生産される牡蠣の約90パーセントが太平洋原産のマガキに取って代わられており、日本への輸入は2019年ごろから停止している。
日本には1952年に持ち込まれ北海道・青森県・岩手県・宮城県などで養殖が試みられたが、種苗が育たない、市場価値が高まらないなどを理由に2000年代に終了、保存されていた母貝も東日本大震災の津波で流出した。2023年4月に山田湾でヨーロッパヒラガキが発見され、その後の調査で宮古湾、大船渡湾、越喜来湾、門之浜湾、広田湾でも生息していることが判明、海外から意図的に持ち込まれたカキ類が天然の海域に定着した国内初の事例として論文が発表された。2024年7月時点で既に種苗生産に成功しており、養殖化に関する研究が進められている。